# Clostridium arcticum
Clostridium arcticum è una specie di batterio appartenente alla famiglia delle Clostridiaceae.